# 미타케역 (기후현)
미타케역(일본어: 御嵩駅)은 일본 기후현 가니군 미타케정에 위치한 나고야 철도 히로미선의 철도역이다. 이 노선의 종점이자, 역 번호는 HM 10이며, 단선 승강장 1면 1선의 구조를 갖춘 지상역이다.

## 타는 곳
| ■ 히로미 선 | 신카니 방면 (신카니 환승 이누야마 · 나고야 · 기후 방면) |

## 이용 현황
| 연도 | 1일 평균 승차 인원 |
| ---- | ------------------ |
| 1975 | 1,269,000          |
| 1980 | 1,202,000          |
| 1985 | 1,026,000          |
| 1990 | 1,101,000          |
| 1995 | 1,005,000          |
| 2000 | 765,000            |
| 2005 | 568,000            |
| 2010 | 497,000            |

## 역 주변
- B&G 해양 센터
- 미타케 정청
- 기후 지방 재판소 · 가정 재판소 미타케 지부
- 미타케 간이 재판소
- 기후 지방 검찰청 미타케 지부

## 인접 역
| 나고야 철도 히로미선           | 나고야 철도 히로미선 | 나고야 철도 히로미선 |
| ------------------------------ | -------------------- | -------------------- |
| HM 09 미타케구치 이누야마 방면 | ■ 히로미선           | 시·종착역            |